# Радомія
Радомія (пол. Radomia) — село в Польщі, у гміні Свідниця Зеленогурського повіту Любуського воєводства.
Населення — 275 осіб (2011).
У 1975-1998 роках село належало до Зеленогурського воєводства.

## Демографія
Демографічна структура станом на 31 березня 2011 року:
|          | Загалом | Допрацездатний вік | Працездатний вік | Постпрацездатний вік |
| -------- | ------- | ------------------ | ---------------- | -------------------- |
| Чоловіки | 138     | 27                 | 100              | 11                   |
| Жінки    | 137     | 26                 | 86               | 25                   |
| Разом    | 275     | 53                 | 186              | 36                   |